# Franciszek Blachnicki

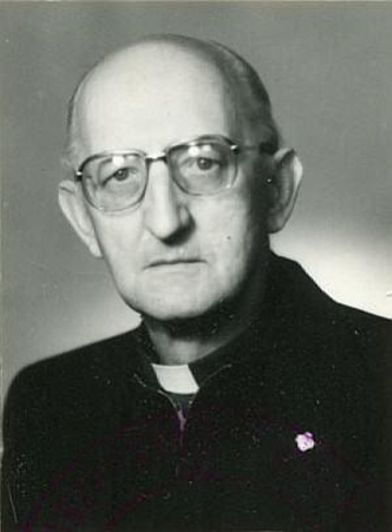
Franciszek Blachnicki

Franciszek Blachnicki (Rybnik, 24 marzo 1921 – 27 febbraio 1987) è stato un presbitero polacco, noto soprattutto per essere il fondatore del movimento cattolico "Luce e vita".

## Biografia
Nato nel 1921, Blachnicki divenne sacerdote nel 1945. Nel 1954 organizzò un ritiro di quindici giorni per giovani allo scopo di educare giovani ad una vita realmente cristiana. Tale ritiro prese il nome di "Oasi" e si ripete tuttora periodicamente. Nel 1969 all'esperienza delle oasi si aggiunse la concezione di una "Chiesa viva". Nel 1976 l'Oasi di "Chiesa viva" diede vita al movimento cattolico "Luce e vita".
Nel 1981, dal 23 al 27 settembre, Blachnicki assieme a don Luigi Giussani  organizzò un convegno a Roma con i rappresentanti di ventidue movimenti ecclesiali per approfondire il rapporto tra istituzione ecclesiastica e carismi. A questo primo incontro mondiale tra i movimenti e il papa seguiranno grazie al successo dell'iniziativa voluta da Blachnicki, altri congressi nel 1998 e nel 2006.
Attualmente "Luce e vita" è il principale movimento ecclesiale cattolico polacco. Fin dagli anni sessanta l'opera di padre Blachnicki era conosciuta, apprezzata e stimolata da Karol Wojtyła.